# Campeonato Europeo de Ciclocrós de 2024
El XXII Campeonato Europeo de Ciclocrós se celebró en Pontevedra (España) el 2 y el 3 de noviembre de 2024 bajo la organización de la Unión Europea de Ciclismo (UEC) y la Real Federación Española de Ciclismo.

## Medallistas
| Evento       | Oro | Plata                                                                                      | Bronce |
| ------------ | --- | ------------------------------------------------------------------------------------------ | --- |
| Masculino    | Thibau Nys · Bélgica | Felipe Orts · España                                                                       | Eli Iserbyt · Bélgica |
| Femenino     | Fem van Empel · Países Bajos | Ceylin del Carmen Alvarado · Países Bajos                                                  | Lucinda Brand · Países Bajos                                                                                                |
| Relevo mixto | Italia · Federico Ceolin · Mattia Agostinacchio · Lucia Bramati · Giorgia Pellizotti · Francesca Baroni · Filippo Agostinacchio | Francia Théophile Vassal Aubin Sparfel Célia Gery Lisa Revol Hélène Clauzel Rémi Lelandais | España · Miguel Rodríguez Novoa · Benjamín Noval Suárez · Lorena Patiño · Aroa Otero · Sofia Rodríguez Revert · Felipe Orts |

### Masculino
| Puesto            | Ciclista          | País            | Tiempo |
| ----------------- | ----------------- | --------------- | ------ |
| Medalla de oro    | Thibau Nys        | Bélgica         | 57:46  |
| Medalla de plata  | Felipe Orts       | España          | 57:49  |
| Medalla de bronce | Eli Iserbyt       | Bélgica         | 57:55  |
| 4                 | Niels Vandeputte  | Bélgica         | 58:01  |
| 5                 | Lars van der Haar | Países Bajos    | 58:10  |
| 6                 | David Menut       | Francia         | 58:18  |
| 7                 | Gerben Kuypers    | Bélgica         | 58:20  |
| 8                 | Michael Boroš     | República Checa | 58:20  |

### Femenino
| Puesto            | Ciclista                   | País         | Tiempo |
| ----------------- | -------------------------- | ------------ | ------ |
| Medalla de oro    | Fem van Empel              | Países Bajos | 50:41  |
| Medalla de plata  | Ceylin del Carmen Alvarado | Países Bajos | 50:41  |
| Medalla de bronce | Lucinda Brand              | Países Bajos | 50:48  |
| 4                 | Sara Casasola              | Italia       | 50:51  |
| 5                 | Amandine Fouquenet         | Francia      | 50:58  |
| 6                 | Alicia Franck              | Bélgica      | 50:58  |
| 7                 | Laura Verdonschot          | Bélgica      | 50:59  |
| 8                 | Hélène Clauzel             | Francia      | 51:07  |

### Relevo mixto
| Puesto            | País    | R1   | R2   | R3   | R4   | R5   | R6   | Final |
| ----------------- | ------- | ---- | ---- | ---- | ---- | ---- | ---- | ----- |
| Medalla de oro    | Italia  | 6:25 | 6:17 | 7:12 | 7:16 | 7:05 | 6:25 | 40:50 |
| Medalla de plata  | Francia | 6:32 | 6:24 | 6:56 | 7:18 | 7:02 | 6:39 | 41:01 |
| Medalla de bronce | España  | 6:26 | 6:18 | 7:18 | 7:25 | 7:09 | 6:18 | 41:04 |

## Medallero
| Núm. | País         | Oro | Plata | Bronce | Total |
| ---- | ------------ | --- | ----- | ------ | ----- |
| 1    | Países Bajos | 1   | 1     | 1      | 3     |
| 2    | Bélgica      | 1   | 0     | 1      | 2     |
| 3    | Italia       | 1   | 0     | 0      | 1     |
| 4    | España       | 0   | 1     | 1      | 2     |
| 5    | Francia      | 0   | 1     | 0      | 1     |
|      | TOTAL        | 3   | 3     | 3      | 9     |